# Demmo
Demmo a fost o formație muzicală din România care a activat în perioada 2001-2006.
Formația a fost compusă din Anamaria Ferentz, George Emanuel Călin și Vik.
Cele mai cunoscute piese a formației au fost „7 zile de 8 ori” și „Darla Dirladada”.